# Maria Isabel Ferranda de Borbó
Maria Isabel Ferranda de Borbó   (Aranjuez, 18 de maig de 1821 - París, 17 de maig de 1897) va ser una infanta d'Espanya.

## Orígens
Va néixer a Aranjuez el 18 de maig de 1821, filla de l'infant Francesc de Paula de Borbó, fill menor de Carles IV, i de la princesa Lluïsa Carlota de Borbó-Dues Sicílies. Va ser germana del rei Francesc d'Assís, consort d'Isabel II. Va ostentar el títol d'infanta d'Espanya des del seu naixement, i, a més, se li va concedir el títol de dama de l'Orde de les Dames Nobles de la Reina Maria Lluïsa.

## Vida
Va créixer a la cort de Madrid, però a finals de 1838 es va exiliar amb els seus pares a causa de la tensió provocada amb la reina regent Maria Cristina de Borbó a causa de la intenció de l'infant Francesc de Paula de formar part de la regència, amb el suport dels liberals, sense èxit.
A França va conèixer al comte Ignacy Gurowski, un aristòcrata polonès, amb qui es va escapar i es va casar en secret, fet que va provocar un gran escàndol. Es van casar a Dover, el 26 de juny de 1841. Finalment, la família va accedir al matrimoni i ambdós van establir la residència a Brussel·les. La parella va tenir vuit fills.

## Mort
Va morir a París el 9 de maig de 1897.

## Descendència
Amb Ignacy Gurowski, va tenir:
- María Luisa (Brussel·les, 1842-Madrid, 1877). Senyora de Beltrán de Lys.
- Carlos Luis (Laeken, 1846).
- María Isabel (Brussel·les, 1847-Madrid, 1935).
- Fernando (Brussel·les, 1848-Amorebieta, 1875). Marquès de Bondad Real.
- Carlos (Brussel·les, 1854-Madrid, 1856).
- Augusto (Madrid, 1855).
- Luis (Madrid, 1856).
- María Cristina (Madrid, 1860-1901). Vescomtessa de Trancoso.